# Colline de Mbande
La colline de Mbande (Mbande Hill) est un site archéologique du nord du Malawi, près de Karonga. 
Il a abrité la capitale de l'ancien royaume Ngonde. Ses dirigeants, appelés kyungu dirigeaient depuis cet endroit. La poterie et les perles trouvées là suggèrent qu'il fut occupé entre 1500 et 1800, les niveaux supérieurs correspondant au XIXe siècle. On pense que le royaume était impliqué dans le commerce avec la côte orientale de l'Afrique.  Un reste de terrassement qu'on y trouve pourrait avoir fait partie de ses fortifications.